# Mont Sahoro
Le mont Sahoro (佐幌岳, Sahorodake) est une montagne culminant à 1 060 m d'altitude dans les monts Hidaka de l'île de Hokkaidō au Japon. Il sert de site à la station de ski Sahoro.
Deux chemins de randonnée mènent au sommet de la montagne :
- par le col de Karikachi ;
- par la station de ski.